# Citroën SM
El Citroën SM es un automóvil deportivo fabricado por la compañía francesa Citroën entre 1970 y 1975. El SM ocupó el tercer puesto en el concurso Coche del Año en Europa de 1971, detrás del Citroën GS.

## Historia
En 1968 se llegó a un acuerdo entre Citroën y Maserati para una colaboración técnica, con lo que se quiso aprovechar, en un principio, un motor V8 de origen Maserati para propulsar un vehículo Citroën en el denominado «proyecto S» durante su desarrollo. Ese desarrollo acabaría convirtiéndose en el cupé SM.
Tras dos años de desarrollo, el SM se presentó en el Salón del Automóvil de Ginebra de marzo de 1970, pero tras este primer contacto, fue en octubre del mismo año, en el Salón del Automóvil de París donde causó verdadera sensación. 
El SM contaba con un motor V6 a 90° que entregaba 170 CV, y era capaz de propulsarlo hasta los 220 km/h. La versión dotada de inyección electrónica de combustible aumentaba esos valores, y el SM contaba además con elementos de confort habituales en vehículos de gama alta tres décadas posteriores, como frenos de disco, suspensión hidroneumática, dirección autocentrante, elevalunas eléctricos, tapicería de piel o faros direccionales.

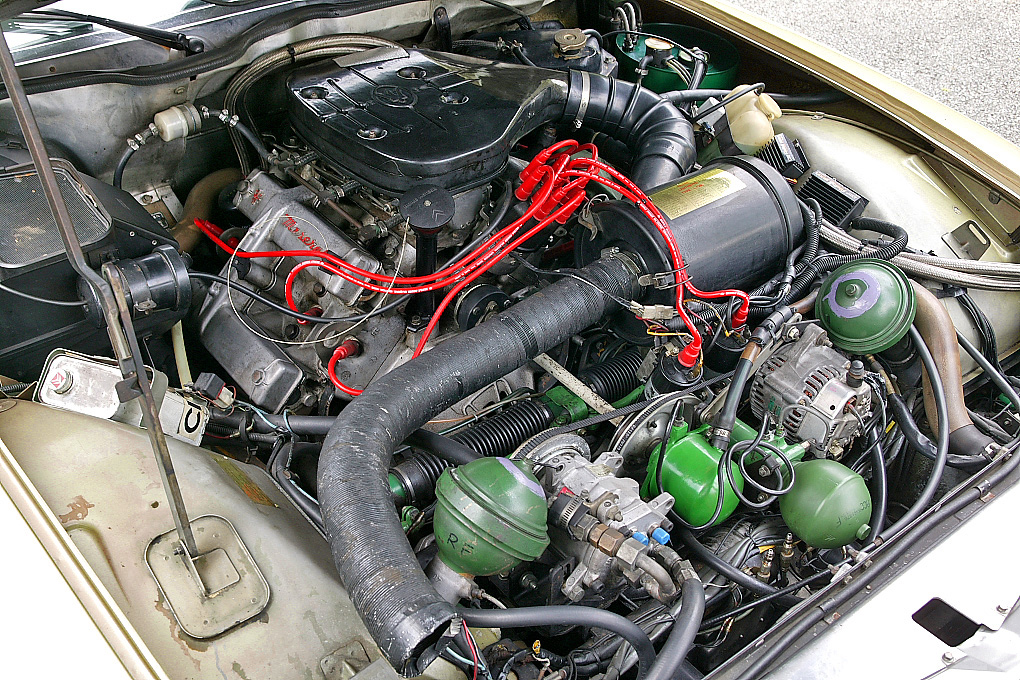
Vano motor de un SM, donde se aprecian perfectamente las esferas de la suspensión

El fin del SM arrancó con la crisis del petróleo de 1973, que disminuyó los pedidos de coches «sedientos» de combustible, con lo que Citroën decidió detener su producción en 1975, así como su colaboración con Maserati. Hay un falso mito que dice que el motor del SM derivaba de un V8 de Maserati al que se le quitaron 2 cilindros. La realidad es bien diferente. Giulio Alfieri, responsable técnico de Maserati,  lo construyó en dos semanas, de ahí que muchas personas considerasen que procedía de un V8. Otro hecho que pudo alimentar la leyenda fue la aparición de una maqueta previa muy parecida al motor V8.  También indujo al error su de ángulo de bancada de 90 grados, poco habitual en los V6, que suelen emplear uno de 60 grados. Si se observa detenidamente el motor, se puede comprobar que sus cotas internas son diferentes de las del V8 de Maserati. Además, aún hay un elemento que los diferencia bastante: el V6 tiene un eje intermedio al que van acopladas las dos cadenas de distribución y sus dos culatas son iguales.

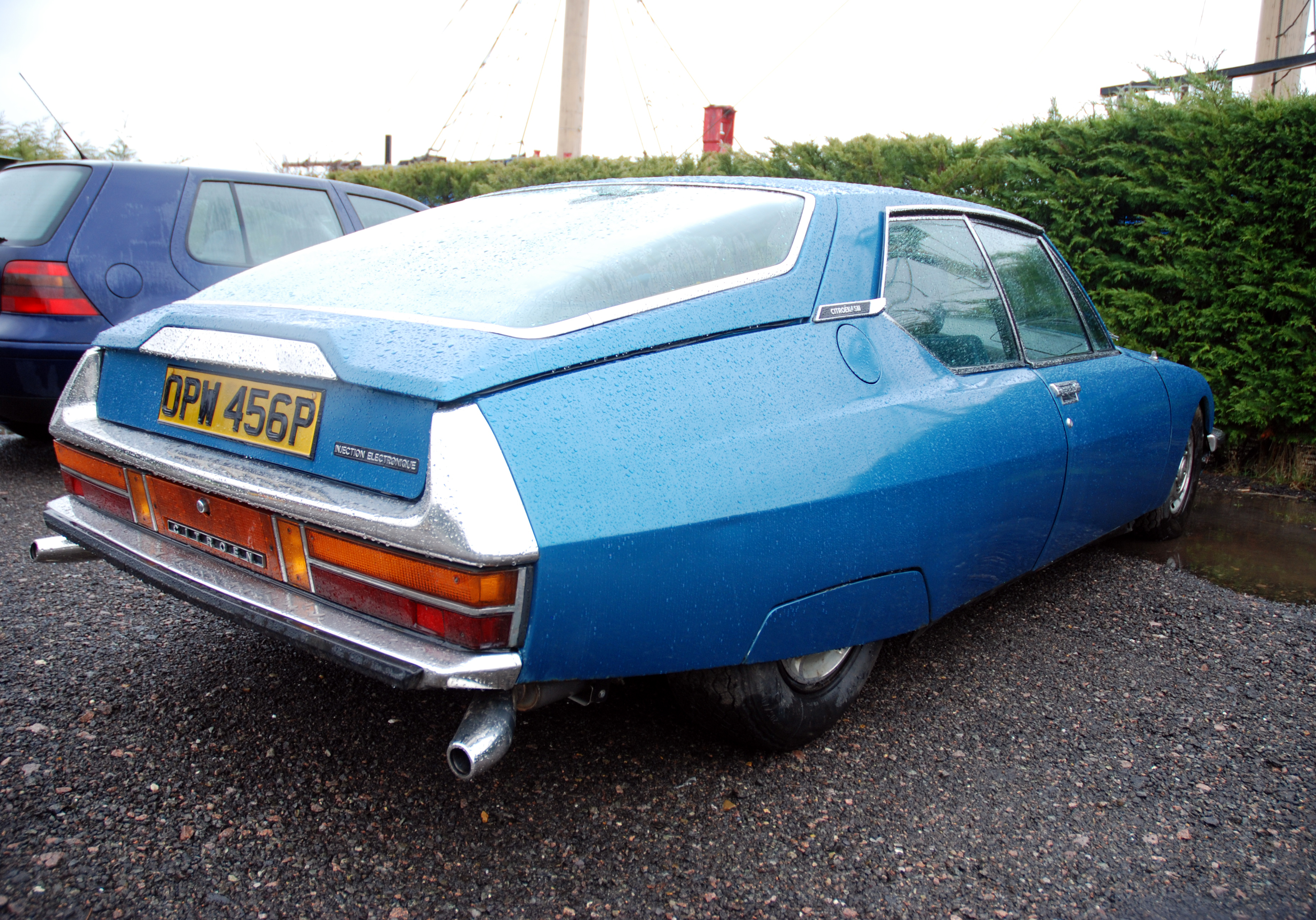
Citroën SM

El resultado de todas las artimañas técnicas fue, en su día, una mezcla sin igual de agarre a la carretera, estabilidad y confort de marcha, sobre todo para un coche de tracción delantera. Ya solo la singularidad mecánica del SM le garantiza un lugar en el «panteón del Cool Car». Si a esto se añade su atemporal diseño futurista (tanto por dentro como por fuera), y se consideran su rareza y su caché cuasi-exótico, el SM se eleva rápidamente al nivel de los grandes automóviles de todos los tiempos.